# 五蛟镇
五蛟镇，是中华人民共和国甘肃省庆阳市华池县下辖的一个乡镇级行政单位。
2014年，甘肃省民政厅批复同意撤销五蛟乡，设立五蛟镇。

## 行政区划
五蛟镇下辖以下地区：
李良子社区、五蛟村、上城壕村、蒋塬村、杜右手村、杨咀子村、刘沟岔村、刘阳洼村、李良子村、刘家湾村、吴塬村、南湾村和马河村。